# 汪丁丁
汪丁丁（1953年—），是一位中国经济学家、公共知识分子。

## 生平
1982年毕业于北京师范学院（今首都师范大学）数学学士，1984年毕业于中国科学院理学硕士，1990年毕业于美国夏威夷大学经济学博士。1997年至今任教于北京大学国家发展研究院。主要研究与教学领域：制度经济学、经济学思想史，新政治经济学，行为经济学，演化社会科学。著有《行为经济学讲义》。

## 序言被撕事件
诺贝尔经济学奖得主詹姆斯·M·布坎南所著的《自由的界限》，中译本由浙江大学出版社于2013年1月出版。汪丁丁曾为该书写序言，但购买者普遍表示，该书序言在出版付印后被人手撕毁。

## 质疑薛兆丰
2018年，汪丁丁发文“为什么付费买到的只能是三流知识？”，质疑薛兆丰的学术水平，只是一个“没有毕业的经济系学生”。